# Austeria
Austeria — рід грибів родини Steccherinaceae. Назва вперше опублікована 2016 року.

## Класифікація
До роду Austeria відносять 1 вид:
- Austeria citrea